# Gerwalt Zinner
Gerwalt Zinner (* 30. September 1924 in  Schalkau; † 7. August 2011 in Braunschweig) war ein deutscher Chemiker (Pharmazeutische Chemie, Organische Chemie).
Zinner ging in Schalkau zur Schule und war ab 1942 im Arbeitsdienst und danach Soldat unter anderem an der Ostfront und auf dem Balkan. Er wurde verwundet und war kurz in amerikanischer Kriegsgefangenschaft. Zinner studierte nach Praktika in Apotheken in Eisfeld und Sonneberg ab 1948 in Marburg Chemie (Diplom-Abschluss 1952) und Pharmazie (Diplom-Abschluss 1951), unter anderem bei Hans Meerwein und Horst Böhme. 1953 wurde er bei Böhme promoviert, forschte danach in Marburg (und studierte nebenbei Lebensmittelchemie) und habilitierte sich 1958 in Pharmazeutischer Chemie. Danach war er Privatdozent und Oberassistent am Institut für Pharmazeutische Chemie der Universität Marburg. 1963 wurde er außerordentlicher Professor für pharmazeutische Technologie an der Universität Münster und 1965 ordentlicher Professor für Pharmazeutische Chemie an der TU Braunschweig. Einen Ruf an die Universität München lehnte er 1969 ab.
Er befasste sich mit Synthese von Arzneistoffen und in der Organik und mit präparativer organischer Chemie.
Er befasste sich mit  Hydroxylaminen und Hydrazinen und deren Derivaten (u. a. deren Reaktionsverhalten, Übertragung der Ugi-Reaktion, Darstellung unbekannter Ringsysteme mit diesen Komponenten), Schutzfunktionen bei der Synthese und Synthon-Prinzipien, Hetero-Allene und -Kumulene, Reaktivität von Acyclierungsmitteln, Cyansäureestern, Acetal-Verbindungen, Analyse von Arzneistoffen und Arzneistoffregistrierung, Nomenklaturfragen und Chemiegeschichte.
1972 wurde er zum Mitglied der Deutschen Akademie der Naturforscher Leopoldina gewählt. Seit 1970 war er Mitglied der Braunschweigischen Wissenschaftlichen Gesellschaft.
Er war musikalisch und komponierte als Jugendlicher eine Operette. Er erwog als Jugendlicher auch Theaterkritiker zu werden. 1956 heiratete er Margarete Winterfeld.